# Oblubienica
Oblubienica (ang. The Beloved) – obraz olejny należącego do grupy prerafaelitów malarza Dantego Gabriela Rossettiego, namalowany w latach 1865–1866. Zleceniodawcą obrazu był George Rae, który zakupił płótno za 300 funtów. Od 1916 dzieło znajduje się w Tate Britain w Londynie.

## Opis obrazu
Artysta początkowo miał zamiar namalować Beatrycze, ukochaną Dantego Alighieri, ostatecznie zdecydował się na tematykę biblijną i przedstawił Oblubienicę, bohaterkę Pieśni nad pieśniami. Sulamitka przedstawiona została w chwili, w której po raz pierwszy odsłania twarz przed Oblubieńcem. Piękna kobieta, o zmysłowym spojrzeniu, zajmuje centralną część obrazu i śmiało patrzy widzowi prosto w oczy. Ma alabastrowo białą cerę, rude włosy ozdobione peruwiańskim diademem i zieloną, japońską szatę. Towarzyszą jej cztery dwórki, które ciasno otaczają ją ze wszystkich stron. Kobiety reprezentują różnorodne typy urody i mają zdecydowanie ciemniejsze karnacje od Oblubienicy. Na pierwszym planie ukazana została postać czarnoskórego chłopca trzymającego stroik z kwiatami. Całość uzupełniają kwiaty w rękach kobiet i chłopca, obecne też na szacie głównej bohaterki. Obraz ma zwartą i ciasną kompozycję, światło zdaje się koncentrować na twarzy Oblubienicy, podkreślając jej jasną cerę.
Do tytułowej postaci pozowała Rossettiemu zawodowa modelka Maria Ford. W postaci dwórki z lewej strony rozpoznano Ellen Smith, natomiast dziewczyna o ciemnej karnacji skóry przedstawiona na drugim planie to Keomi, cygańska kochanka malarza Fredericka Sandysa.

## Interpretacje i nawiązania
Rossetti umieścił na ramie obrazu cytaty z Pieśni nad pieśniami i Psalmu 45, które jednoznacznie wskazują na źródła inspiracji artystycznej. Obraz odbierany jest najczęściej jako metafora piękna i miłości, uważano go za kolejną próbę artystycznego wyjaśnienia wszystkich aspektów kobiecości, szczególnie tych dających przewagę nad mężczyznami. Krytycy zwracają uwagę na eklektyczny charakter obrazu, współistnienie obok siebie motywów orientalnych, egzotycznych i wiktoriańskich. Dostrzeżone zostało także zainteresowanie malarza art nouveau, widoczne szczególnie w przedstawieniu diademu na głowie bohaterki. Subtelny i drobiazgowy sposób malowania kwiatów sugeruje inspirację sztuką impresjonistów lub Édouarda Maneta, którego Rossetti poznał w listopadzie 1864 roku. Także obecność murzyńskiego chłopca może wynikać z wpływu jego Olimpii na autora obrazu.
Niektórzy interpretatorzy posunęli się nawet do posądzenia Rossettiego o rasizm, o czym miało świadczyć wyeksponowanie kobiety o białej karnacji skóry i korzystne skonfrontowanie jej z przedstawicielkami innych typów urody i ras. Te same fakty były też jednak interpretowane przez innych jako alegoria różnorodności piękna.